# Biskaja
Biskaja (/ ˈbɪskeɪ, ˈbɪski /; špansko Vizcaya [biθˈkaʝa]; baskovsko Bizkaia [bis̻kai.a]) je španska provinca, ki leži na južni obali istoimenskega zaliva. Ime se nanaša tudi na zgodovinsko ozemlje Baskije, dediča starodavnega Biskajskega gospostva. Njeno glavno mesto je Bilbao. To je ena najuspešnejših in najpomembnejših španskih provinc zaradi velike industrializacije v zadnjih letih 19. in v prvi polovici 20. stoletja. Od globoke deindustrializacije v 1970-ih se je gospodarstvo bolj zanašalo na storitveni sektor.

## Etimologija
V jezikoslovju (Koldo Mitxelena itd.) je sprejeto, da je Bizkaia sorodnik bizkar (prim. Biscarrosse v Akvitaniji), pri čemer sta obe različici krajevnih imen dobro potrjeni v celotni Baskiji in zunaj nje, kar pomeni »nizek greben« ali »vzpetina« (Iheldo bizchaya, potrjeno leta 1141 za Monte Igueldo v San Sebastiánu).

## Imenovanja

### Bizkaia
Bizkaia je uradno ime in se uporablja v uradnih dokumentih. To je tudi najpogostejša poimenovanje medijev v španskem jeziku v Baskiji. To je tudi poimenovanje, ki se uporablja v baskovski različici španske ustave in v baskovski različici statuta avtonomije Baskije.
Bizkaia je edino uradno poimenovanje v španščini ali baskovščini, ki ga je za zgodovinsko ozemlje odobril Generalni svet province in španski zakoni.

### Vizcaya
Vizcaya je poimenovanje v španščini, ki ga priporoča Kraljeva španska akademija. Uporablja se v neuradnih dokumentih. Gre tudi za špansko poimenovanje, ki se uporablja v španski različici ustave in v španski različici statuta avtonomije Baskije.

## Zgodovina
Biskaja je bila naseljena že od srednjega paleolitika, o čemer pričajo arheološki ostanki in jamske slike, najdene v številnih jamah. Rimska prisotnost je imela malo vpliva na regijo, baskovski jezik in tradicija pa se je ohranila do danes.
Biskaja je bila v zapisih srednjega veka identificirana kot odvisnost Kraljevine Pamplona (11. stoletje), ki je postala avtonomna in končno del Kastiljske krone. Prva omemba imena Biskaja je bila zabeležena v donacijskem aktu samostana Bickaga, ki leži ob reki Mundaka. Po besedah Antona Erkoreke so imeli Vikingi tam trgovsko oporišče, iz katerega so jih izgnali do leta 825. Mundaka je bila najlažja pot do reke Ebro in na njenem koncu do Sredozemskega morja in trgovine.
V moderni dobi je provinca postala glavno trgovsko in industrijsko območje. Njeno glavno pristanišče Bilbao je kmalu postalo glavni kastiljski prehod v Evropo. Kasneje, v 19. in 20. stoletju, je številčnost prvovrstne železove rude in pomanjkanje fevdnih kast spodbujalo hitro industrializacijo.

### Paleolitik

#### Srednji paleolitik
Prvi dokazi o človeških bivališčih (neandertalci) v Biskaji se zgodijo v tem obdobju prazgodovine. Artefakte kulture Moustérian so našli na treh lokacijah v Biskaji: Benta Laperra (Karrantza), Kurtzia (Getxo) in Murua (Durangoaldea).

#### Pozni paleolitik
- V jami Santimamiñe (Kortezubi) najdemo kulturo Chatelperronian (običajno jo povezujemo tudi z neandertalci).

Najpomembnejša naselja sodobnih ljudi (H. sapiens) lahko štejemo za naslednja:
- Aurignaška kultura: Benta Laperra, Kurztia in Lumentxa (Lekeitio)
- Gravetovska kultura: Santimamiñe, Bolinkoba (Durangoaldea) in Atxurra (Markina)
- Solutrejska kultura: Santimamiñe in Bolinkoba
- Magdalenska kultura: Santimamiñe in Lumentxa

Prisotna je tudi paleolitska umetnost. V jami Benta Laperra so najstarejše slike, morda iz obdobja Aurignacian ali Solutrean. Bizon in medved sta upodobljeni živali skupaj z abstraktnimi znaki. Freske Arenaza (Galdames) in Santimamiñe so nastale v kasnejših obdobjih (magdalenska). V Arenazi prevladujejo motivi jelenov; v Santimamiñe so bizoni, konji, koze in jeleni.

#### Epi-paleolitik
V tem obdobju (včasih imenovanem tudi mezolitik) v Biskaji prevladuje Azilijanska kultura. Orodje postaja manjše in bolj dodelano, medtem ko ostaja lov ostaja, ribolov in nabiranje morskih sadežev pa vse pomembnejša; obstajajo dokazi o uživanju divjih sadežev. Santimamiñe je eno najpomembnejših krajev tega obdobja. Drugi so Arenaza, Atxeta (nedaleč od Santimamiñe), Lumentxa ter bližnji Urtiaga in Santa Catalina, skupaj z Bolinkobo in sosedo Silibranko.

### Neolitik
Medtem ko je prve dokaze o neolitskem stiku v Baskiji mogoče datirati v 4. tisočletje pred našim štetjem, je območje šele v začetku 3. stoletja postopoma in brez korenitih sprememb sprejelo napredek v kmetijskem gojenju in udomačevanju ovac. Ta sprememba Biskaje ni posebej prizadela in za to obdobje je mogoče omeniti le tri lokacije: Arenaza, Santimamiñe in Kobeaga (Ea), sprejeti napredek pa se zdi sprva omejen na ovce, domače koze in zelo redko keramiko.
Skupaj z neolitskimi tehnologijami prihaja tudi megalitizem. To bo najpogostejša oblika pokopa (preprost dolmen) do c. 1500 pr. n. št.

### Bakrena in bronasta doba
Medtem ko so se naselbine na prostem s povečevanjem števila prebivalstva začele pogosto pojavljati, so v Biskaji še vedno uporabljali jame in naravna zavetišča v bakreni in bronasti dobi. Lovska divjad je postala manj pomemben vir beljakovin, saj so se ljudje zanašali na ovce, koze in govedo. Kovinska orodja postajajo bolj pogosta, uporabljajo pa se tudi kamnita.
Lončarske vrste kažejo veliko kontinuiteto (ne okrašeno), dokler se ne pojavi kultura zvončastih čaš.
Najdišča tega obdobja zdaj zajemajo celotno ozemlje Biskaje, od katerih so številna naselja na prostem, vendar so še vedno v uporabi tudi najpomembnejše jame paleolitika.

### Železna doba
V tem obdobju je bilo odkritih le nekaj lokacij. Jame so večinoma zapuščene, vendar še vedno odkrivajo nekaj ostankov. Glavne jame prazgodovine (Arenaza, Santimamiñe, Lumentxa) so bile še vedno naseljene.

### Rimsko obdobje
Rimski geografi so na ozemlju, ki je danes znano pod imenom Biskaja, identificirali dve plemeni: Caristii in Autrigones. Caristii so prebivali v osrednji Biskaji, vzhodno od sprednje strani Bilbaa, segali so tudi v severno Arabo in nekatera območja Gipuzkoe, do reke Debe. Autrigones so prebivali v najbolj zahodnem delu Biskaje in Arabe, segali pa so tudi do provinc Kantabrija, Burgos in La Rioja. Glede na toponimijo, zgodovinske in arheološke dokaze naj bi ta plemena govorila baskovski jezik. Zdi se, da so meje biskajskega narečja v Baskiji meje kariškega ozemlja, z izjemo območij, ki so izgubila stari jezik.
Do poznega obdobja fevdalizma na vseh območjih Baskov (razen Akvitanije) ni nobenega znaka odpornosti proti rimski okupaciji. Rimski viri omenjajo več mest na tem območju, Flaviobriga in Portus Amanus, čeprav jih ni bilo. Na lokaciji Forua blizu Guernice so arheološki dokazi o rimski prisotnosti.
V poznem rimskem obdobju se zdi, da se je Biskaja uprla rimski prevladi in rastoči družbi, ki jo je organiziral fevdalizem.

### Srednji vek
V zgodnjem srednjem veku zgodovine Biskaje ni mogoče ločiti od zgodovine Baskije kot celote. Območje je bilo dejansko neodvisno, čeprav so Vizigoti in Franki občasno skušali uveljaviti svojo prevlado. Zaradi srečanj med Vizigoti in Baski so slednji običajno vodili do poraza. Vizigoti so v poznejšem mestu Vitorija ustanovili oddaljeno postojanko za preprečevanje vdorov in selitve Baskov iz obalnih regij na sever.
Leta 905 leonske kronike prvič opredeljujejo kraljestvo Pamplona, ki vključuje vse zahodne baskovske province, pa tudi regijo Rioja. V to državo so bila vključena ozemlja, ki bodo kasneje sestavljala Biskajo.
V spopadih, ki sta jih imeli nova suverena Kraljevina Kastilija in Pamplona / Navarra v 11. in 12. stoletju, so Kastiljane podpirali številni lastniki zemljišč iz La Rioje, ki so si prizadevali utrditi svoja posestva po kastiljski fevdalni zakonodaji. Te prokastiljske gospode je vodila rodbina Haro, ki je sčasoma dobila vladavino novonastale Biskaje, ki so jo sprva sestavljale doline Uribe, Busturia, Markina, Zornotza in Arratia ter več mest in mesto Urduina. Ni jasno, kdaj se je to zgodilo, vendar izročilo pravi, da je bil Iñigo López prvi biskajski gospod leta 1043.
Naslov gospostva so podedovali potomci Iñiga Lópeza, dokler z dedovanjem leta 1370 ni prešel na Ivana I. Kastiljskega. Postal je eden od naslovov kralja Kastilije. Od takrat je ostal povezan s krono, najprej s kastiljsko, nato pa od Karla I. s špansko, kot vladar kastiljske krone. To je bilo pogojeno s tem, da je gospod prisegel, da bo branil in vzdrževal fuero (biscajski zakoni, ki izhajajo iz navarskih in baskovskih običajnih pravic), kar je potrdilo, da so bili imetniki suverenosti Biskajskega gospostva in da bi vsaj v teoriji lahko zanikali gospoda.
Gospodje in kasneje kralji so prišli priseči statut na hrast Guernice (Árbol de Guernica), kjer sedi skupščina gospostva.

### Sodobnost
V sodobnosti je trgovina imela velik pomen, zlasti za pristanišče Bilbao, ki so mu kralji leta 1511 podelili privilegije za trgovanje s pristanišči španskega cesarstva. Bilbao je bil že glavno kastiljsko pristanišče, od koder so volno pošiljali v Flandrijo in uvažali drugo blago.
Leta 1628 je bilo ločeno ozemlje Duranga vključeno v Biskajo. V istem stoletju so bile v različne datume vključene tudi tako imenovane zakupljene občine zahodno od Biskaje, ki so postale druga podenota Biskaje: Encartaciones (Enkarterriak).
Obalna mesta so imela veliko lastno floto, večinoma namenjeno ribolovu in trgovini. Skupaj z drugimi baskovskimi mesti Gipuzkoa in Labourd so bili v veliki meri odgovorni za delno izumrtje severnoatlantskih kitov (Eubalaena glacialis) v Biskajskem zalivu in za prvo nestabilno naselje evropskih prebivalcev na Novi Fundlandiji. Podpisali so ločene pogodbe z drugimi silami, zlasti z Anglijo.
Po napoleonskih vojnah je Biskaji, skupaj z ostalimi baskovskimi provincami, grozilo, da bodo njihovo samoupravljanje zmanjšali zdaj Liberalni španski Cortes. Ta želja po ohranitvi pravic je skupaj z nasprotnimi frakcijami, ki so podpirale različne stranke za prestol, prispevala k zaporednim karlističnim vojnam. Biskajska vlada in druge baskovske province so podprle Carlosa María Isidro de Borbóna, ki je predstavljal avtokratskega monarha, ki bo ohranjal tradicijo.
Mnoga mesta, zlasti Bilbao, so bila usklajena z liberalno vlado Madrida. Na koncu so vojne z zmago protikarlistov povzročile zaporedne reze široke avtonomije, ki so jo imeli Biskaja in druge pokrajine.
V 1850-ih so v Biskaji odkrili obsežne vire prvovrstnega železa. To je prineslo veliko tujih naložb predvsem iz Anglije in Francije. Razvoj teh virov je privedel do večje industrializacije, zaradi katere je Biskaja postala ena najbogatejših španskih pokrajin. Skupaj z industrializacijo so se iz novih virov bogastva razvile pomembne meščanske družine, kot so Ybarra, Chávarri in Lezama-Leguizamón. Nastale so velike industrijske (Iberdrola, Altos Hornos de Vizcaya) in finančne (Banco Bilbao Vizcaya Argentaria - BBVA) skupine.

### 20. stoletje
V času druge španske republike je provinco vodila baskovska nacionalistična stranka (PNV). Ko je leta 1936 izbruhnila španska državljanska vojna, je Biskaja podprla republikansko stran proti vojski in fašistični ideologiji Francisca Franca. Kmalu zatem je Republika Baskija priznala statut avtonomije. Zaradi fašističnega nadzora nad velikimi deli je imela prva kratkotrajna baskovska avtonomna oblast le nad Biskajo in nekaj bližnjimi vasmi.
Ko je fašistična vojska napredovala zahodno od Navarre, so okoli Bilbaa, imenovanega železni pas, načrtovali in postavili obrambo. Toda odgovorni inženir José Goicoechea je prestopil med fašiste, zaradi česar nedokončana obramba ni imela velike vrednosti. Leta 1937 so nemška letala pod Francovim nadzorom uničila zgodovinsko mesto Guernica, potem ko so nekaj tednov prej z manj ostrosti bombardirali Durango. Nekaj mesecev kasneje je Bilbao padel pod fašiste. Baskovska vojska (Eusko Gudarostea) se je umaknila Santoñi, onkraj meja Biskaje. Tam so se predali italijanskim silam (sporazum Santoña), vendar so Italijani popustili Francu. Druge republikanske sile so Baskijsko predajo štele za izdajo.
Pod diktaturo Franca sta bila Biskaja in Gipuzkoa (izključno) zaradi nasprotovanja razglašeni za 'provinci izdajalcev' in brez kakršne koli samouprave. Šele po Francovi smrti leta 1975 je bila v Španiji obnovljena demokracija. Ustava iz leta 1978 je sprejemala posebne baskovske zakone (fueros), leta 1979 pa je bil sprejet statut Guernice, po katerem so Biskaja, Araba in Gipuzkoa ustanovili avtonomno skupnost Baskija z lastnim parlamentom. V tem nedavnem demokratičnem obdobju so kandidati baskovske nacionalistične stranke dosledno zmagovali na volitvah v Biskaji. Pred kratkim je bil foralni zakon spremenjen, da ga je razširil na mesta in mesto Urduina, ki so prej vedno uporabljali splošno špansko civilno pravo.

## Geografija
Biskaja meji na avtonomno skupnost Kantabrija in provinco Burgos (v avtonomni skupnosti Kastilija in Leon) na zahodu, baskovski provinci Gipuzkoa na vzhodu in Álava na jugu ter Biskajski zaliv na severu. Orduña (Urduña) je biskajska eksklava, ki je med provincama Alava in Burgos.

### Podnebje
Podnebje je oceansko, z obilnimi padavinami skozi vse leto in zmernimi temperaturami, ki omogočajo bujno rastje. Ekstremnejše temperature so v višjih predelih Biskaje, kjer je sneg pozimi pogostejši. Povprečne visoke temperature v glavnem mestu Bilbao so med 13 ° C januarja in 26 ° C avgusta.

### Lastnosti
Glavne geografske značilnosti province so:
- Južna visokogorja, del Baskovskega pogorja, ki tvorijo neprekinjeno pregrado s prelazi, ki niso nižji od 600 m in tvorijo razvodje Atlantskega oceana in Sredozemlja. Ta območja so od zahoda proti vzhodu razdeljena na Ordunte (Zalama, 1390 m), Salbado (1100 m), Gorbeo (1481 m) in Urkiolo (Anboto, 1331 m).
- Srednji del, ki ga zasedajo glavne rečne doline:  Nervión, Ibaizabal in Kadagua. Kadagua teče zahodno-vzhodno od Ordunte,  Nervión južno-severno od Orduñe in Ibaizabal vzhodno-zahodno od Urkiole. Reka Arratia teče proti severu od Gorbee in se pridruži Ibaizabalu. Doline ločujejo srednje gore, kot je Ganekogorta (998 m). Druge gore, kot je Oiz, ločujejo glavne doline od severnih dolin. Severne reke so: Artibai, Lea, Oka in Butron.
- Obala: glavni značilnosti sta estuarij Bilbaa, kjer se glavne reke srečajo z morjem, in estuarij Guernice (Urdaibai). Obala je običajno visoka, s pečinami in majhnimi zalivi in zalivi.

## Administrativne enote

### Zgodovinske
Zgodovinsko gledano je bil Biskaja razdeljen na merindades (v baskovščini imenovane eskualdeak), ki sta bili dve, konstitutivna ena in kasneje vključena druga.
Sestavni deli so bili (številka označuje njihov položaj na zemljevidu):
- Uribe1
- Busturia2
- Markina3
- Bedia4
- Amorebieta (also Zornotza)5
- Arratia6

Vključeno pozneje:
- Durango
- Enkarterri
- Orozko
- Orduña
- Nekatera druga samostojna mesta.

### Sodobne
Trenutno je Biskaja razdeljena na sedem centrov ali regij, od katerih ima vsaka svoje glavno mesto, enote in občine.
To so:
- Veliki Bilbao, običajno razdeljeni na podregije: Bilbao, Levi breg, Uribe-Kosta, Txorierri, Hego Uribe
- Mungialdea
- Enkarterri
- Busturialdea
- Durangaldea
- Lea-Artibai
- Arratia-Nerbioi

## Demografija
Po popisu prebivalstva INE iz leta 2010 ima Biskaja 1.155.772 prebivalcev in gostoto prebivalstva 519,9 prebivalca / km2, presegla pa sta jo le Madrid in Barcelona. Leta 1981 je bil Biskaja peta španska provinca po številu prebivalcev in kljub močni demografski krizi provinca živi od tranzicije, je danes deveta provinca po številu prebivalcev.

## Turizem
Glavno mesto Biskaje, Bilbao, je znano po Guggenheimovem muzeju Bilbao in po svojem estuariju.
 Spomeniki in kraji splošnega pomena
- Casa de Juntas in Drevo Guernica, oba v Guernici.
- Casa de Juntas v Avellanadi, v regiji Enkarterri.
- Jama Pozalagua v Karrantza blizu Balmaseda
- Biskajski most
- Santimamiñe in gozd Oma
- Euskalduna konferenčni center in koncertna dvorana v Bilbau.
- Gaztelugatxe
- Biosferni rezervat Urdaibai